# Eclipse lunar de 8 de novembro de 1984
| Eclipse Lunar Penumbral 8 de novembro de 1984 | Eclipse Lunar Penumbral 8 de novembro de 1984 |
| --- | --------------------------------------------- |
| A Lua cruzando a parte sul da penumbra da Terra, de oeste para leste (da direita para a esquerda), com a Lua levemente menos brilhante e seu polo norte um pouco escurecido. |                                               |
| Gamma | -1,0899                                       |
| Saros (e membro) | 116 (56 de 73)                                |
| Sequência de eclipses lunares |                                               |
| Anterior | 13 de junho de 1984                           |
| Próximo | 4 de maio de 1985                             |
| Duração (hr:mn:sc) |                                               |
| Penumbral | 4:28:23                                       |
| Fases e Horários do Eclipse (UTC) |                                               |
| P1 | 15:41:04                                      |
| Máximo | 17:55:14                                      |
| P4 | 20:09:27                                      |

O eclipse lunar de 8 de novembro de 1984 foi um eclipse penumbral, o terceiro e último de três eclipses lunares do ano. Teve magnitude penumbral de 0,8992 e umbral de -0,1825. Teve duração total de cerca de 268 minutos.
A Lua atravessou a região sul da faixa de penumbra da Terra, que cobriu boa parte de sua superfície (cerca de 90%), sobrando apenas o trecho sul do disco. Dessa maneira, o disco lunar perdeu parte de seu brilho normal, além de ocorrer um leve escurecimento no seu polo norte. Contudo, de um modo geral, os eclipses do tipo penumbrais são mais difíceis de serem notados a olho nu.
A Lua cruzou a parte sul da zona de penumbra da Terra, em nodo ascendente, dentro da constelação de Áries.

## Série Saros
Eclipse pertencente ao ciclo lunar Saros de série 116, sendo membro de número 56, num total de 73 eclipses na série. O eclipse anterior foi o eclipse penumbral de 29 de outubro de 1966, e o próximo será com o eclipse penumbral de 20 de novembro de 2002.

## Visibilidade
Foi visível na Ásia, Oceano Índico, Europa, África, Austrália, oeste do Pacífico e no Ártico.
| Região do planeta onde foi visível durante o máximo do eclipse - 17:55 UTC. O litoral leste da Índia, no Oceano Índico, obteve a melhor observação do meio do eclipse, de onde foi visível à meia-noite. |
| Mapa de visibilidade do eclipse |